# Classe Hendijan

La classe Hendijan (persan : هندیجان) (également appelée classe Bakhtaran ou MIG-S-4700) est une classe de navires de soutien logistique de la Marine de la république islamique d'Iran.
Elle compte de douze à quatorze navires (deux auraient été construits dans les années 2000) ayant à l'origine le rôle de remorqueur et de transport d'eau potable, cinq ou six étant en service actif en 2007. 

## Historique
Un contrat de dix bâtiments a été signé avant la Révolution iranienne de 1979 entre l'État impérial d'Iran et l'entreprise néerlandaise K. Damen pour des navires non armés, ce chantier naval ayant depuis été absorbé Damen Group sous le nom de Damen Shipyards Hardinxveld. Six navires, dont probablement le Konarak, ont été construits sur un chantier naval de Boven-Hardinxveld aux Pays-Bas à partir de 1985 lors de la guerre Iran-Irak, les autres ont été envoyés en Iran en pièces détachées et assemblés sur place, les suivants sont construits en Iran à Bandar Abbas. La livraison en pleine guerre a posé débat aux États généraux du royaume des Pays-Bas mais comme il s'agissait de navires non-armés, ils ne nécessitaient pas de licence d'exportation.
Un tir ami le 10 mai 2020 lors d'un lancement d'un missile antinavire, peut-être une nouvelle version du Noor (inspiré du C-802 chinois), par le navire iranien Jamaran fait 19 morts et 15 blessés à bord du Konarak selon un bilan donné le 11 mai.

## Caractéristiques
Son armement permanent installé en Iran est un canon de 20 mm Oerlikon. Trois ou quatre unités ont depuis bénéficié d’une modernisation. Rendue publique en décembre 2014, celle-ci est achevée en 2018, dotant les navires d’une capacité de lancement de quatre missiles antinavires Nasr-1  et de déploiement de drones, ainsi que de celle de mouilleur de mines. 
Sa capacité de transport est de 90 soldats, 40 t sur le pont, 95 m3 de matériel et réservoirs.

## Listes des navires
| N° de coque | Nom                  | Entrée en service | Chantier                   | Notes |  |
| ----------- | -------------------- | ----------------- | -------------------------- | --- |  |
| 1401        | هندیجان [Hendijan]   | 1987              | K Damen, Boven-Hardinxveld | |  |
| 1402        | سیریک [Sirik]        | 1989              | K Damen, Boven-Hardinxveld | Capacité d'emport de missiles antinavires                                                                                            |  |
| 1403        | کنارک [Konarak]      | 1988              | K Damen, Boven-Hardinxveld | Capacité d'emport de missiles après une rénovation en 2018. Très gravement endommagé par un missile lors d'un tir ami le 10 mai 2020 |  |
| 1404        | گواتر [Gaveter]      | 1990              | K Damen, Boven-Hardinxveld | |  |
| 1405        | مگام [Mogam]         | 1992              | Bandar Abbas               | |  |
| 1406        | بهرگان [Bahregan]    | 1992              | Bandar Abbas               | |  |
| 1407        | کلات [Kalat]         | 1987              | K Damen, Boven-Hardinxveld | Capacité d'emport de missiles antinavires                                                                                            |  |
| 1408        | گناوه [Genaveh]      | 1988              | K Damen, Boven-Hardinxveld | Capacité d'emport de missiles antinavires                                                                                            |  |
| 1409        | رستم [Rostam]        | 1993              | Bandar Abbas               | |  |
| 1410        | Nayband              | 1993              | Bandar Abbas               | |  |
|             | مچم [Macham]         | 1985              | K Damen, Boven-Hardinxveld | |  |
|             | کرامشهر [Koramshahr] | 1985              | K Damen, Boven-Hardinxveld | |  |
|             | Geno                 | 200?              | Bandar Abbas               | Non confirmé |  |
|             | Moqam/Maqam          | 200?              | Bandar Abbas               | Non confirmé |  |